# 1996-os OFC-nemzetek kupája
Az 1996-os OFC-nemzetek kupája volt a harmadik kontinentális labdarúgótorna az OFC-nemzetek kupája történetében. A zárókört 4 válogatott (Ausztrália, Salamon-szigetek, Tahiti és Új-Zéland) részvételével rendezték 1995. november 11. és 1996. november 1. között és ezúttal nem jelöltek ki rendező helyszínt a szervezők. A kupát Ausztrália válogatottja nyerte meg, miután a döntőben 5-0-ra legyőzte Tahitit.

## Melanézia-kupa
| Csapat           | J | Gy | D | V | Rg | Kg | Gk  | P |
| ---------------- | - | -- | - | - | -- | -- | --- | - |
| Salamon-szigetek | 4 | 3  | 1 | 0 | 11 | 4  | +7  | 7 |
| Fidzsi-szigetek  | 4 | 2  | 2 | 0 | 7  | 2  | +5  | 6 |
| Pápua Új-Guinea  | 4 | 2  | 0 | 2 | 8  | 5  | +3  | 4 |
| Új-Kaledónia     | 4 | 1  | 1 | 2 | 4  | 8  | -4  | 3 |
| Vanuatu          | 4 | 0  | 0 | 4 | 2  | 13 | -11 | 0 |

| 1994. július 3. |

| Pápua Új-Guinea | 3–0 | Új-Kaledónia |
| --------------- | --- | ------------ |
|                 |     |              |

| Salamon-szigetek |

| 1994. július 4. |

| Fidzsi-szigetek | 3–1 | Új-Kaledónia |
| --------------- | --- | ------------ |
|                 |     |              |

| Salamon-szigetek |

| 1994. július 5. |

| Új-Kaledónia | 3–2 | Vanuatu |
| ------------ | --- | ------- |
|              |     |         |

| Salamon-szigetek |

| 1994. július 5. |

| Salamon-szigetek | 2–0 | Pápua Új-Guinea |
| ---------------- | --- | --------------- |
|                  |     |                 |

| Salamon-szigetek |

| 1994. július 6. |

| Salamon-szigetek | 4–0 | Vanuatu |
| ---------------- | --- | ------- |
|                  |     |         |

| Salamon-szigetek |

| 1994. július 6. |

| Fidzsi-szigetek | 1–0 | Pápua Új-Guinea |
| --------------- | --- | --------------- |
|                 |     |                 |

| Salamon-szigetek |

| 1994. július 7. |

| Vanuatu | 1–1 | Pápua Új-Guinea |
| ------- | --- | --------------- |
|         |     |                 |

| Salamon-szigetek |

| 1994. július 7. |

| Salamon-szigetek | 1–0 | Fidzsi-szigetek |
| ---------------- | --- | --------------- |
|                  |     |                 |

| Salamon-szigetek |

| 1994. július 8. |

| Fidzsi-szigetek | 4–2 | Vanuatu |
| --------------- | --- | ------- |
|                 |     |         |

| Salamon-szigetek |

| 1994. július 8. |

| Salamon-szigetek | 3–1 | Új-Kaledónia |
| ---------------- | --- | ------------ |
|                  |     |              |

| Salamon-szigetek |

Salamon-szigetek jutott ki az 1996-os OFC-nemzetek kupájára.

## Polinézia-kupa
| Csapat          | J | Gy | D | V | Rg | Kg | Gk | P |
| --------------- | - | -- | - | - | -- | -- | -- | - |
| Tahiti          | 3 | 3  | 0 | 0 | 10 | 1  | +9 | 9 |
| Tonga           | 3 | 1  | 1 | 1 | 4  | 4  | 0  | 4 |
| Szamoa          | 3 | 1  | 1 | 1 | 5  | 10 | –5 | 4 |
| Amerikai Szamoa | 3 | 0  | 0 | 3 | 3  | 7  | -4 | 0 |

| 1994. november 24. |

| Tahiti | 1–0 | Tonga |
| ------ | --- | ----- |
|        |     |       |

| Szamoa |

| 1994. november 24. |

| Szamoa | 3–1 | Amerikai Szamoa |
| ------ | --- | --------------- |
|        |     |                 |

| Szamoa |

| 1994. november 25. |

| Tahiti | 2–1 | Amerikai Szamoa |
| ------ | --- | --------------- |
|        |     |                 |

| Szamoa |

| 1994. november 25. |

| Szamoa | 2–2 | Tonga |
| ------ | --- | ----- |
|        |     |       |

| Szamoa |

| 1994. november 28. |

| Tonga | 2–1 | Amerikai Szamoa |
| ----- | --- | --------------- |
|       |     |                 |

| Szamoa |

| 1994. november 28. |

| Szamoa | 0–7 | Tahiti |
| ------ | --- | ------ |
|        |     |        |

| Szamoa |

Tahiti jutott ki az 1996-os OFC-nemzetek kupájára.

## Résztvevők
- Ausztrália (címvédő)
- Salamon-szigetek (Melanézia-kupa győztese)
- Tahiti (Polinézia-kupa győztese)
- Új-Zéland

## Zárókör

### Elődöntők
| 1995. november 10. |

| Új-Zéland | 0–0 | Ausztrália |
| --------- | --- | ---------- |
|           |     |            |

| II. Erzsébet királyné Park, Christchurch Nézőszám: 8 000 Játékvezető: Barry Tasker (Új-zélandi) |

| 1995. november 15. |

| Ausztrália                                               | 3–0   | Új-Zéland |
| -------------------------------------------------------- | ----- | --------- |
| Damian Mori 33' Paul Wade 45' (11-esből) Joe Spiteri 51' | (2–0) |           |

| Breakers Stadion, Newcastle Nézőszám: 8 858 Játékvezető: Simon Micallef (ausztrál) |

| 1995. november 17. |

| Salamon-szigetek | 0–1   | Tahiti                 |
| ---------------- | ----- | ---------------------- |
|                  | (0–0) | Jean-Loup Rousseau 72' |

| Lawson Tama Stadion, Honiara Nézőszám: 15 000 Játékvezető: Intaz Shah (Fidzsi-szigeteki) |

| 1996. május 11. |

| Tahiti                                  | 2–1   | Salamon-szigetek |
| --------------------------------------- | ----- | ---------------- |
| Jean-Loup Rousseau 46' Macha Gatien 88' | (0–0) | Robert Seni 81'  |

| Pater Stadion, Papeete Nézőszám: 15 000 Játékvezető: Derek Rugg (Új-zélandi) |

### Döntő
| 1996. október 27. |

| Tahiti | 0–6   | Ausztrália                                        |
| ------ | ----- | ------------------------------------------------- |
|        | (0–5) | Tapai 5' Trimboli 20' Trajanovski 25' 28' 44' 89' |

| Papeete, Papeete Nézőszám: 5 000 Játékvezető: Barry Tasker (Új-zélandi) |

| 1996. november 1. |

| Ausztrália                                             | 5–0   | Tahiti |
| ------------------------------------------------------ | ----- | ------ |
| Hooker 11' Trajanovski 21' 36' 54' Raumati 31' (öngól) | (4–0) |        |

| Bruce Stadion, Canberra Nézőszám: 9 421 Játékvezető: Intaz Shah (Fidzsi-szigeteki) |

## Győztes
| Az 1996-os OFC-nemzetek-kupája győztese |
| --------------------------------------- |
| AUSZTRÁLIA 2. cím                       |

## Külső hivatkozások
- Eredmények az RSSSF honlapján.